# Rhacopilopsis
Rhacopilopsis là một chi rêu trong họ Hypnaceae.